# فیلم‌شناسی ابراهیم گلستان
این مقاله، فهرستی از فیلم‌های ابراهیم گلستان (۱۳۰۱–۱۴۰۲)، فیلم‌ساز و نویسندهٔ ایرانی، به ترتیب تاریخ است.

## فیلم‌سازی
ابراهیم گلستان از اوایل دههٔ ۱۳۳۰ به عکاسی حرفه‌ای و فیلم‌سازی مستند روی آورد. نخستین فیلم داستانی خود را سالِ ۱۳۴۴ با بازی زکریا هاشمی ساخت: خشت و آینه. واپسین فیلم گلستان که دومین فیلم داستانی اوست اسرار گنج دره جنی (۱۳۵۲) است که گلستان از رویش رمان کوتاهی به همین نام نیز نوشته‌است.
علاوه بر فیلم‌های زیر گلستان در جریان کودتای ۲۸ مرداد ۱۳۳۲ و وقایع پس از آن از جمله دادگاه محمد مصدق برای شبکه ان‌بی‌سی فیلم‌های خبری تهیه کرده‌است.

## فهرست
| سال       | عنوان               | سمت      | سمت     | سمت     | سمت       | سمت       | توضیحات                                                      |
| سال       | عنوان               | کارگردان | نویسنده | تدوینگر | فیلمبردار | تهیه‌کننده | توضیحات                                                      |
| --------- | ------------------- | -------- | ------- | ------- | --------- | --------- | ------------------------------------------------------------ |
| ۱۳۳۶      | از قطره تا دریا     | آری      | آری     | آری     | آری       | آری       | مستند کوتاه                                                  |
| ۱۳۳۶–۱۳۴۱ | چشم‌اندازها          | آری      |         |         |           | آری       | مجموعه‌فیلم مستند شامل: یک آتش، موج و مرجان و خاراو آب و گرما |
| ۱۳۴۰      | خراب‌آباد [ما آدمیم] | آری      |         |         |           |           | مستند کوتاه                                                  |
| ۱۳۴۱      | دریا                |          |         |         |           |           | فیلم داستانی، ناتمام                                         |
| ۱۳۴۱      | خواستگاری           | آری      |         |         |           |           | فیلم کوتاه داستانی                                           |
| ۱۳۴۲      | خانه سیاه است       |          |         |         |           | آری       | مستند کوتاه                                                  |
| ۱۳۴۲      | تپه‌های مارلیک       | آری      | آری     |         |           |           | مستند کوتاه                                                  |
| ۱۳۴۴      | خرمن و بذر          | آری      | آری     | آری     |           | آری       | مستند کوتاه                                                  |
| ۱۳۴۴      | گنجینه‌های گوهر      | آری      |         |         |           |           | مستند کوتاه                                                  |
| ۱۳۴۴      | خشت و آینه          | آری      | آری     | آری     |           | آری       | فیلم داستانی                                                 |
| ۱۳۴۵      | خانهٔ خدا            |          |         | آری     |           |           | مستند                                                        |
| ۱۳۵۲      | اسرار گنج درهٔ جنّی   | آری      | آری     | آری     | آری       | آری       | فیلم داستانی                                                 |

همچنین احمدرضا احمدی در نوشته «حقیقت تلخ است» برای ویژه‌نامه کتاب «نوشتن با دوربین» از فیلمی می‌گوید که گلستان می‌خواست دربارهٔ حسن صباح بسازد:
«فیلمی که قرار بود گلستان دربارهٔ حسن صباح بسازد و برای نقش حسن صباح چارلتون هستون را انتخاب کرده بود. با او مذاکره هم کرده بود. در همین مورد گلستان، مجتبی مینوی را نیز ملاقات کرده و با او دربارهٔ حسن صباح و فرقهٔ اسماعیلیه مذاکره کرده بود.»